# Cadran solaire de Vermenton
Le cadran solaire de Vermenton est un cadran solaire situé à Vermenton, en France.

## Description
Le cadran solaire est situé dans le centre de Vermenton, dans l'Yonne, sur le trottoir à l'intersection entre la rue du Général-de-Gaulle (nom local de la route départementale 606) et la rue de l'Hôtel-de-Ville, près de la tour abritant le syndicat d'initiative de la commune. Il est également appelé « le Méridien ».
Le monument est constitué du cadran solaire proprement dit, placé au sommet d'une colonne de style dorique en calcaire, posée sur un piédestal cubique en pierre de taille. L'ensemble mesure environ 3 m de haut. Le cadran solaire est un cadran vertical double, comportant un cadran gravé sur chacune de ses deux faces : un cadran méridional, orienté plein Sud, et un cadran septentrional, orienté plein Nord.
La face méridionale est la plus visible, étant dirigée vers la route ; elle est également la plus ouvragée. Le style du cadran est métallique, polaire (orienté parallèlement à l'axe de rotation de la Terre, formant donc ici un angle de 18,9° avec la verticale) et terminé par un petit fer de lance muni d'un œilleton ; le style est soutenu par une jambe, également métallique. Les heures sont indiquées en chiffres romains, de 6 heures du matin à 6 heures du soir, sur le pourtour droit, bas et gauche du cadran. Des lignes horaires marquent les heures et les demi-heures. Le cadran est surmonté par un bas-relief végétalisé, lui-même surmonté du dessin d'un soleil rayonnant encadré par deux étoiles. En dessous est gravée la date de construction, 1790.
La face septentrionale est moins visible, tournée vers les immeubles. Cette face n'est éclairée par le soleil que si son azimut dépasse l'Est ou l'Ouest, ce qui ne peut se produire qu'en début et fin de journée entre l'équinoxe de mars et celui de septembre. Le cadran ne comporte donc que les marques pour 4, 5 et 6 heures du matin, et 6, 7 et 8 heures du soir, indiquées en chiffres romains dans un bandeau arqué ; les lignes horaires marquent là aussi les heures et les demi-heures. Le style est cependant absent, ce qui rend ce cadran septentrionale inutilisable. La face ne comporte pas les bas-reliefs décoratifs du cadran méridional, mais est toutefois surmontée par l'inscription « Craignons l'œil qui voit tout »,,.

## Historique
Selon l'inscription présente sur le cadran solaire, il daterait de 1790.
Le monument est inscrit au titre des monuments historiques en 1989, puis classé en 1991.